# Stavba na dráze
Stavba na dráze je každá stavba v obvodu dráhy, která není stavbou dráhy a to bez ohledu, k jakému účelu slouží (protlak pod kolejemi pro teplovod do sídliště, novinový stánek na 1. nástupišti, poutač místní zoo na 2. nástupišti, vykrývač mobilního telefonního operátora na střeše stavědla atd.).
Každá stavba dráhy musí být schválena a následně zkolaudována speciálním stavebním úřadem, tj. drážním úřadem. Závazné parametry pro stavby na dráze jsou stanové ve „Vyhlášce Ministerstva dopravy č. 177/1995 Sb., kterou se vydává stavební a technický řád drah,“ ve znění pozdějších vyhlášek. U takovýchto staveb se přezkušuje zejména, nebude-li stavbou ohrožen železniční provoz, zejména dodržení průjezdného průřezu, dodržení volného schůdného prostoru, neomezení viditelností návěsti, neovlivnění prvků zabezpečovacího zařízení apod.